# Adrian von Renteln
Theodor Adrian von Renteln (Khodzi, 15 de septiembre de 1897 – URSS, 1946), político nazi alemán y General Kommissar (Comisario General) de Lituania durante parte de la Segunda Guerra Mundial.
Von Renteln nació en Khodzi (Rusia). Estudió economía y derecho, pero ejerció como periodista. En 1928 se unió al Partido Nacionalsocialista Alemán de los Trabajadores (NSDAP) y al año siguiente fue jefe de la Liga de los Estudiantes de Escuela Secundaria Nacionalsocialista. En 1931, fue designado jefe de las Juventudes Hitlerianas, pero dejó el mando de las dos organizaciones tras ser elegido miembro del Reichstag.
El 29 de marzo de 1933, se hizo miembro del "Comité Central para Desviar la Atrocidad Judía y el Boicoteo-Mongering", participando en el boicot de negocios judíos y otras formas de persecución. En junio de 1933, fue designado Presidente del Consejo Alemán de Industria y Comercio, manteniendo esta posición hasta 1935. Von Renteln pronto se hizo conocido como el defensor principal de la clase media en la Alemania Nazi. En 1940, fue designado Hauptamt Leiter del Comercio y la Sección Artisanship del Mando de Reich NSDAP y también jefe del Tribunal Supremo del Frente de Trabajo del Reich.
En 1941, fue nombrado Comisario general de Lituania, donde tomó medidas cada vez más fuertes contra la población judía. El 26 de agosto de 1941, ordenó que todos los teléfonos y líneas fuesen eliminados, el servicio postal se cancelara y se rodeará al gueto de Kovno con alambres de púas para impedir que la gente escapara. En 1943, ordenó la "limpieza" del gueto de Vilna, deportando a más de 20.000 judíos a campos de concentración. Después de la guerra fue capturado por los rusos, recluido y finalmente ejecutado en la horca por sus crímenes en 1946.